# John Besseling
John Simon Albertus Besseling (Heemskerk, 18 juli 1985) is een Nederlands handbaldoelman die sinds 2011 speelt bij Aristos Amsterdam.

## Biografie
Besseling speelt sinds 2011 als doelman bij Aristos Amsterdam. Na zijn studie geschiedenis maakte hij in 2016 een wereldreis en zei hij het handbal kort vaarwel. In datzelfde jaar degradeerde Aristos naar de Eerste Divisie. Eind 2016 maakte Besseling bekend een comeback te maken. Hij werd na zijn comeback twee keer getroffen door een ernstige achillespeesblessure, maar maakte in 2018 zijn rentree in de eredivisie.